# Tallån, Töreälven
Tallån är ett källflödet till Töre älv, Norrbotten, cirka 22 km långt. Avrinningsområde 152 km². Rinner upp i Talljärv, Överkalix kommun, och mynnar i Tjäruträsket, Kalix kommun, 86 meter över havet.